# Hadrodactylus flavicornis
Hadrodactylus flavicornis là một loài tò vò trong họ Ichneumonidae.